# Blake Pieroni
Blake John Pieroni (Crown Point, 15 de noviembre de 1995) es un deportista estadounidense que compite en natación, especialista en el estilo libre.
Participó en tres Juegos Olímpicos de Verano, obteniendo cuatro medallas, oro en Río de Janeiro 2016, en 4 × 100 m libre, dos de oro en Tokio 2020, en 4 × 100 m libre y 4 × 100 m estilos, y una de plata en París 2024, en 4 × 200 m libre.
Ganó cuatro medallas en el Campeonato Mundial de Natación, en los años 2017 y 2019, cinco medallas en el Campeonato Mundial de Natación en Piscina Corta, en los años 2016 y 2018, y una medalla de oro en el Campeonato Pan-Pacífico de Natación de 2018.
Estudió Biología en la Universidad de Indiana Bloomington.

## Palmarés internacional
| Juegos Olímpicos                    | Juegos Olímpicos        | Juegos Olímpicos  | Juegos Olímpicos  |
| Año                                 | Lugar                   | Medalla           | Prueba            |
| ----------------------------------- | ----------------------- | ----------------- | ----------------- |
| 2016                                | Río de Janeiro (Brasil) | Medalla de oro    | 4 × 100 m libre   |
| 2020                                | Tokio (Japón)           | Medalla de oro    | 4 × 100 m libre   |
| 2020                                | Tokio (Japón)           | Medalla de oro    | 4 × 100 m estilos |
| 2024                                | París (Francia)         | Medalla de plata  | 4 × 200 m libre   |
| Campeonato Mundial                  |                         |                   |                   |
| Año                                 | Lugar                   | Medalla           | Prueba            |
| 2017                                | Budapest (Hungría)      | Medalla de oro    | 4 × 100 m libre   |
| 2017                                | Budapest (Hungría)      | Medalla de bronce | 4 × 200 m libre   |
| 2019                                | Gwangju (Corea del Sur) | Medalla de oro    | 4 × 100 m libre   |
| 2019                                | Gwangju (Corea del Sur) | Medalla de bronce | 4 × 200 m libre   |
| Campeonato Mundial en Piscina Corta |                         |                   |                   |
| Año                                 | Lugar                   | Medalla           | Prueba            |
| 2016                                | Windsor (Canadá)        | Medalla de plata  | 4 × 50 m libre    |
| 2016                                | Windsor (Canadá)        | Medalla de plata  | 4 × 200 m libre   |
| 2016                                | Windsor (Canadá)        | Medalla de bronce | 4 × 100 m libre   |
| 2018                                | Hangzhou (China)        | Medalla de oro    | 200 m libre       |
| 2018                                | Hangzhou (China)        | Medalla de oro    | 4 × 100 m libre   |
| Campeonato Pan-Pacífico             |                         |                   |                   |
| Año                                 | Lugar                   | Medalla           | Prueba            |
| 2018                                | Tokio (Japón)           | Medalla de oro    | 4 × 200 m libre   |